# Tierra de mujeres
Tierra de mujeres és una sèrie limitada de televisió hispanoestatunidenca de comèdia dramàtica creada per Ramón Campos, Gema R. Neira, Teresa Fernández-Valdés i Paula Fernández per a Apple TV+, basada en la novel·la La terra de les dones de la presentadora de televisió Sandra Barneda. Està produïda per Bambú Producciones en col·laboració amb UnbeliEVAble Entertainment, i protagonitzada per Eva Longoria i Carmen Maura. Es va estrenar a Apple TV+ el 26 de juny de 2024.

## Trama
La Gala (Eva Longoria) és una mare novaiorquesa la vida de la qual dona un gir quan la seva família es veu implicada en assumptes financers molt foscos. Tant és així que es veu obligada a fugir de la ciutat amb la seva mare, la Julia (Carmen Maura), i la seva filla Kate (Victoria Bazúa). Aquestes tres dones s'amagaran en un poble de Catalunya, on intentaran començar de nou. No obstant això, els seus secrets familiars acaben sent coneguts per tot el poble.

## Repartiment
- Eva Longoria com a Gala
- Carmen Maura com a Julia
- Victoria Bazua com a Kate
- Santiago Cabrera com a Amat
- Gloria Muñoz com Mariona
- Ariadna Gil com a Montse
- James Purefoy com a Fred
- Pep Anton Muñoz com a Andreu
- Amaury Nolasco com a Kevin
- María de Nati
- Carla Campra com a Mariona (jove)

## Producció
El 10 d'agost de 2022, es va anunciar que l'equip de Bambú Producciones estava desenvolupant una adaptació a televisió de la novel·la La terra de les dones de la presentadora de televisió Sandra Barneda per a Apple TV+, la qual seria protagonitzada per Eva Longoria i Carmen Maura.El rodatge de la sèrie va tenir lloc en el municipi gironí de Garriguella. El febrer de 2024, es va anunciar que el títol final de la sèrie seria Tierra de mujeres.

## Estrena i màrqueting
El 10 d'abril de 2024, Apple TV+ va anunciar que la sèrie s'estrenaria en la seva plataforma el 26 de juny de 2024. El juny de 2024, Apple TV+ va llançar el tràiler de la sèrie.